# Saint-Étienne-d'Orthe
Saint-Étienne-d'Orthe (gaskonsko Sent Estiene) je naselje in občina v francoskem departmaju Landes regije Akvitanije. Naselje je leta 2009 imelo 576 prebivalcev.

## Geografija
Kraj leži v pokrajini Gaskonji 20 km jugozahodno od Daxa.

## Uprava
Občina Saint-Étienne-d'Orthe skupaj s sosednjimi občinami Bélus, Cauneille, Hastingues, Oeyregave, Orist, Orthevielle, Pey, Peyrehorade, Port-de-Lanne, Saint-Cricq-du-Gave, Saint-Lon-les-Mines in Sorde-l'Abbaye sestavlja kanton Peyrehorade s sedežem v Peyrehoradu. Kanton je sestavni del okrožja Dax.

## Zanimivosti
- cerkev sv. Štefana;